# Ritratto del cardinale Alessandro Farnese (Raffaello)
Il Ritratto del cardinale Alessandro Farnese, futuro papa Paolo III è un dipinto olio su tavola (139×91 cm) eseguito da Raffaello, databile tra il 1509 e il 1511 e conservato nel Museo nazionale di Capodimonte a Napoli.

## Storia
La tavola è registrata sotto la proprietà di Ranuccio II Farnese, nella collezione farnesiana di Parma dal 1587 al 1708, dapprima nel palazzo del Giardino, tra i ritratti di famiglia di Tiziano, e poi in quello della Pilotta, in una sala assieme al Ritratto di Sanvitale del Parmigianino e a quello di giovane seduto su tappeto rosso di Rosso Fiorentino.

La datazione dell'opera oscilla tra il 1509 e il 1511, quando il Farnese, divenuto vescovo di Parma, iniziò una campagna di accrescimento del prestigio personale, sostenuto dal partito mediceo. Successivamente Alessandro si legò al cardinale Rodrigo Borgia, il quale una volta eletto papa, col nome di Alessandro VI, lo elevò a Tesoriere Generale della Chiesa. Ancora qualche anno dopo, il cardinale resta nell'ambiente clericale che conta grazie agli stretti rapporti che ebbe con il nuovo papa de' Medici, nonché amico in età giovanile, Leone X. Divenuto poi egli stesso papa nel 1534 col nome di Paolo III, formò una vera e propria dinastia, assieme ai quattro figli maschi illegittimi, ma riconosciuti con bolle papali apposite, fondando il ducato di Parma e Piacenza come territorio scorporato dallo Stato Pontificio. La sua cultura e la sua attenzione verso le arti e il mecenatismo portò la famiglia Farnese a possedere una delle più ricche collezioni rinascimentali del tempo, finanziando nel contempo la costruzione di importanti palazzi e ville di rappresentanza, sparse su tutto il territorio in cui ricadeva il dominio (palazzo Farnese a Roma, villa di Caprarola, nonché i palazzi nobiliari di Parma e Piacenza).

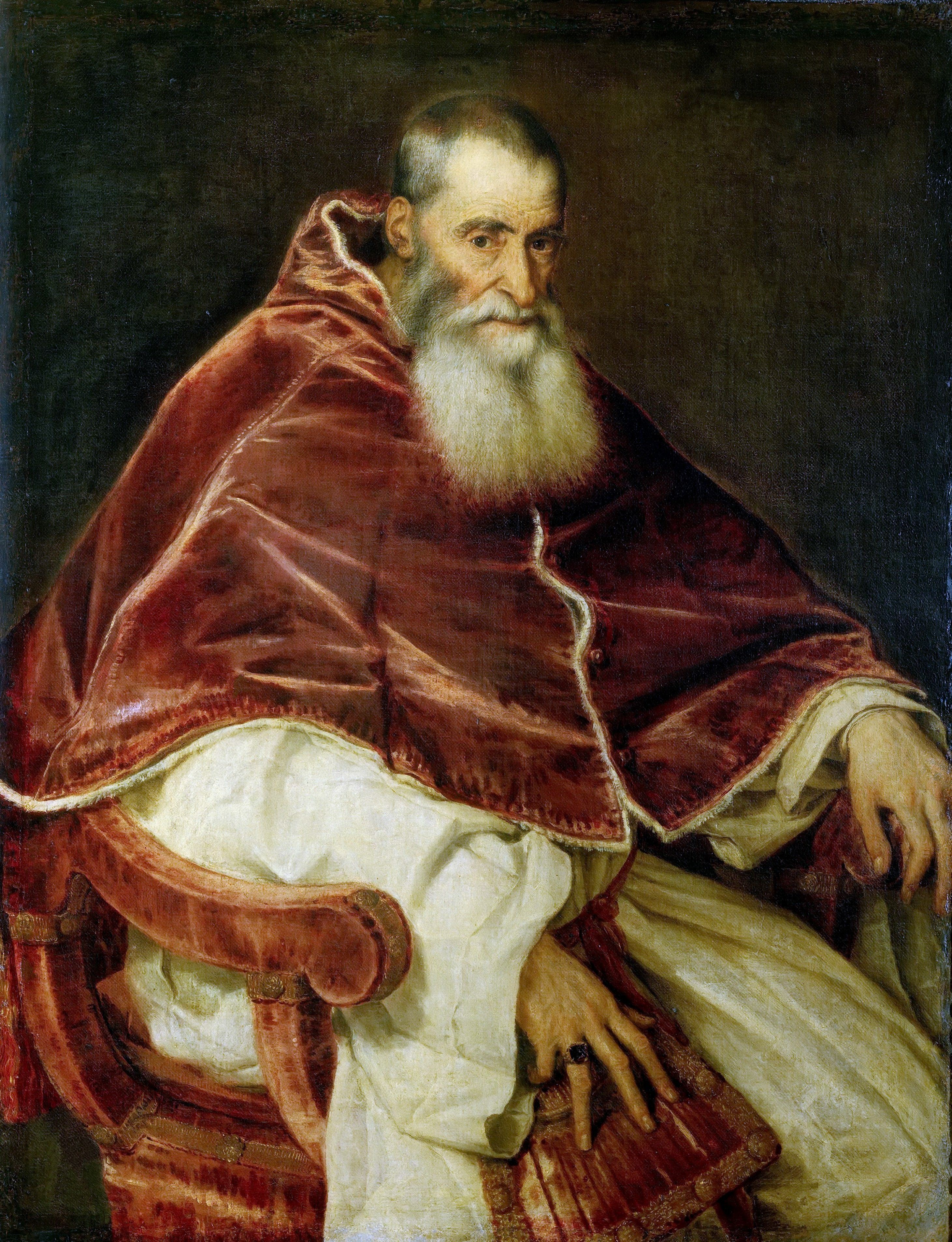
Ritratto di Paolo III (1543) - Tiziano, Museo di Capodimonte (Napoli)

A partire dal 1734 il dipinto e l'intera raccolta passarono in eredità a Carlo di Borbone, unico figlio maschio di Elisabetta Farnese, ultima discendente del ramo, che li trasferì a Napoli una volta assunto il titolo di re. Durante la Repubblica napoletana del 1799 la tavola fu trafugata dalle truppe francesi e portata a Roma, nei depositi di San Luigi dei Francesi,dov'erano anche la Maddalena penitente e il Ritratto del cardinale Alessandro Farnese, nipote di Paolo III, entrambi di Tiziano, pronta per essere trasferita oltralpe. Nel 1800 fu rinvenuta da Domenico Venuti, emissario per conto di Ferdinando IV di Borbone con il compito di recuperare le opere illegittimamente prelevate dalla città e di acquisirne di nuove per la costituendo collezione borbonica, e quindi riportata a Napoli nel palazzo di Francavilla . Col passaggio a Napoli la tavola perde il titolo generico di Ritratto di cardinale e assume quello di Ritratto del cardinale Pamhpilij. Durante il decennio francese (1805-1815), la tavola ebbe medesime sorti della Maddalena penitente, del Ritratto di Paolo III, di quello dello stesso papa con i nipoti Alessandro e Ottavio e della Danae (tutte di Tiziano): Ferdinando IV, infatti, portò la tavola con sé a Palermo, mettendola al riparo da eventuali ulteriori spoliazioni. Con la restaurazione borbonica l'opera ritornò a Napoli ed assunse una nuova intitolazione, venendo identificato il cardinale ritratto in Silvio Passerini.
Col passaggio della tavola a Napoli l'attribuzione ha subito varie oscillazioni, causa anche il cattivo stato di conservazione in cui versava, che iniziarono nella seconda metà dell'Ottocento e perdurarono fino alla metà del Novecento, trovando poi le definitive smentite solo sul finire del XX secolo. L'assegnazione tradizionale a Raffaello venne contestata innanzitutto dal Cavalcaselle, che parlò di opera di scuola fiorentina del primo Cinquecento, tra Pontormo e Bronzino, mentre Morelli lo riferì alla scuola del Sanzio. Berenson, Venturi e Fischel invece lo giudicarono sin dal principio come opera autografa. Ai primi del Novecento, grazie anche ai documenti d'inventario rinvenuti, l'intitolazione della tavola viene ripristinata nella corretta identificazione ad Alessandro Farnese, futuro papa Paolo III, mentre intorno alla metà del secolo una piccola parte della critica ha identificato il soggetto nel cardinale Antonio Maria Ciocchi del Monte.
L'importante restauro che ha interessato la tavola nei primi anni '90 del Novecento ha consentito di rivelare la qualità assai alta di alcuni brani, l'intensità e il rigore classico del volto, le invenzioni spaziali della mano che regge la lettera, nonché l'elevata fattura con cui viene raffigurato il paesaggio sullo sfondo, elementi questi che hanno condotto la critica a ritenere che la tavola sia riferita certamente alla mano di Raffaello, sia nell'ideazione che nell'esecuzione, teoria questa oramai non più discussa nelle recenti letterature sul pittore.
Il rinvenimento in epoca moderna del numero d'inventario originale in cera lacca rossa posto sul retro della tavola, dov'è il numero 134, ha consentito di identificare correttamente il soggetto raffigurato con il cardinale Alessandro Farnese, futuro Paolo III, oltre che a ribadire la titolarità del dipinto e nel contempo a stabilirne la sicura provenienza del ramo (la cera lacca rossa era infatti usata nei dipinti catalogati nei palazzi emiliani, mentre quella di color grigio con giglio del casato era usata per le opere inventariate a Roma). Gli inventari farnesiani emiliani, quindi, al numero in questione citano una tavola, di dimensioni analoghe a quella in esame, dov'è raffigurato il «ritratto di Paolo III quando era cardinale con berretta in capo, nella mano destra una carta, e sinistra al ginocchio, con paese in lontananza. Di Raffaele d'Urbino n. 134.».

## Descrizione e stile
Il giovane cardinale, poco più che quarantenne, è ritratto in piedi fino al ginocchio, ruotato di tre quarti verso sinistra e dentro una stanza scura in cui si apre una finestra che lascia intravedere un luminoso paesaggio fluviale.
Alessandro Farnese, futuro papa Paolo III, Indossa la porpora e il berretto cardinalizio, con nella mano destra una lettera, mentre la sinistra è distesa lungo la gamba, in un gesto che acquista solennità per i forti contrasti di colore e il rilievo plastico del braccio dato dalla luce incidente che proviene dal davanti. Dominano le tonalità di rosso molto acceso, che creano una macchia di colore in cui la figura del cardinale appare quasi esile, con una leggera venatura psicologica che mostra sia fierezza sia un briciolo di incertezza legata alla gioventù del prelato ed alla lunga strada che si era prefissato di percorrere.
L'espressione in volto distante e classicheggiante, così come i bianchi delle maniche sono messe in relazione con l'altro Ritratto di cardinale oggi al Museo del Prado, pressoché coevo a questo di Capodimonte, mentre il paesaggio sullo sfondo tipicamente fiorentino mostra delle similitudini con quelli raffigurati nella Madonna d'Alba al museo di Washington e nella Santa Caterina della National Gallery di Londra, entrambe le opere collocabili alle estremità cronologiche della tavola napoletana.

## Galleria d'immagini

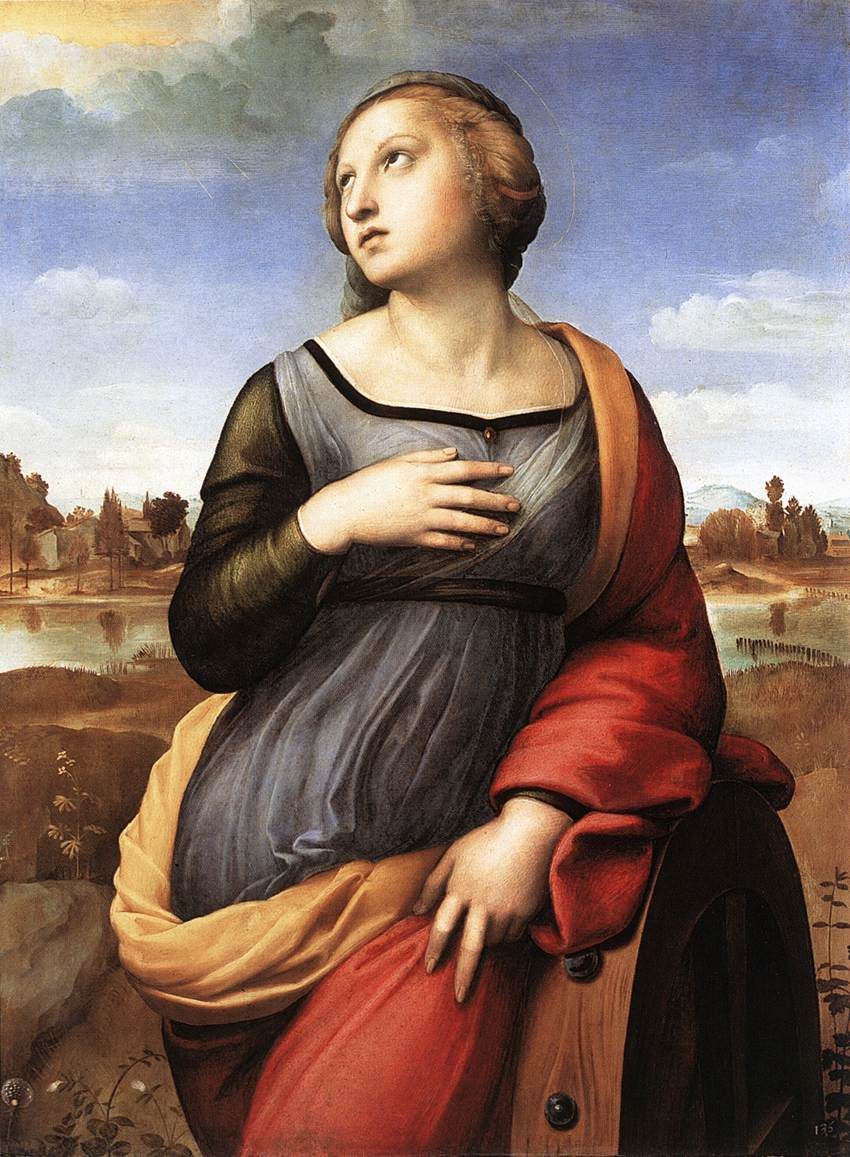
Santa Caterina d'Alessandria (1508) - Raffaello, National Gallery di Londra
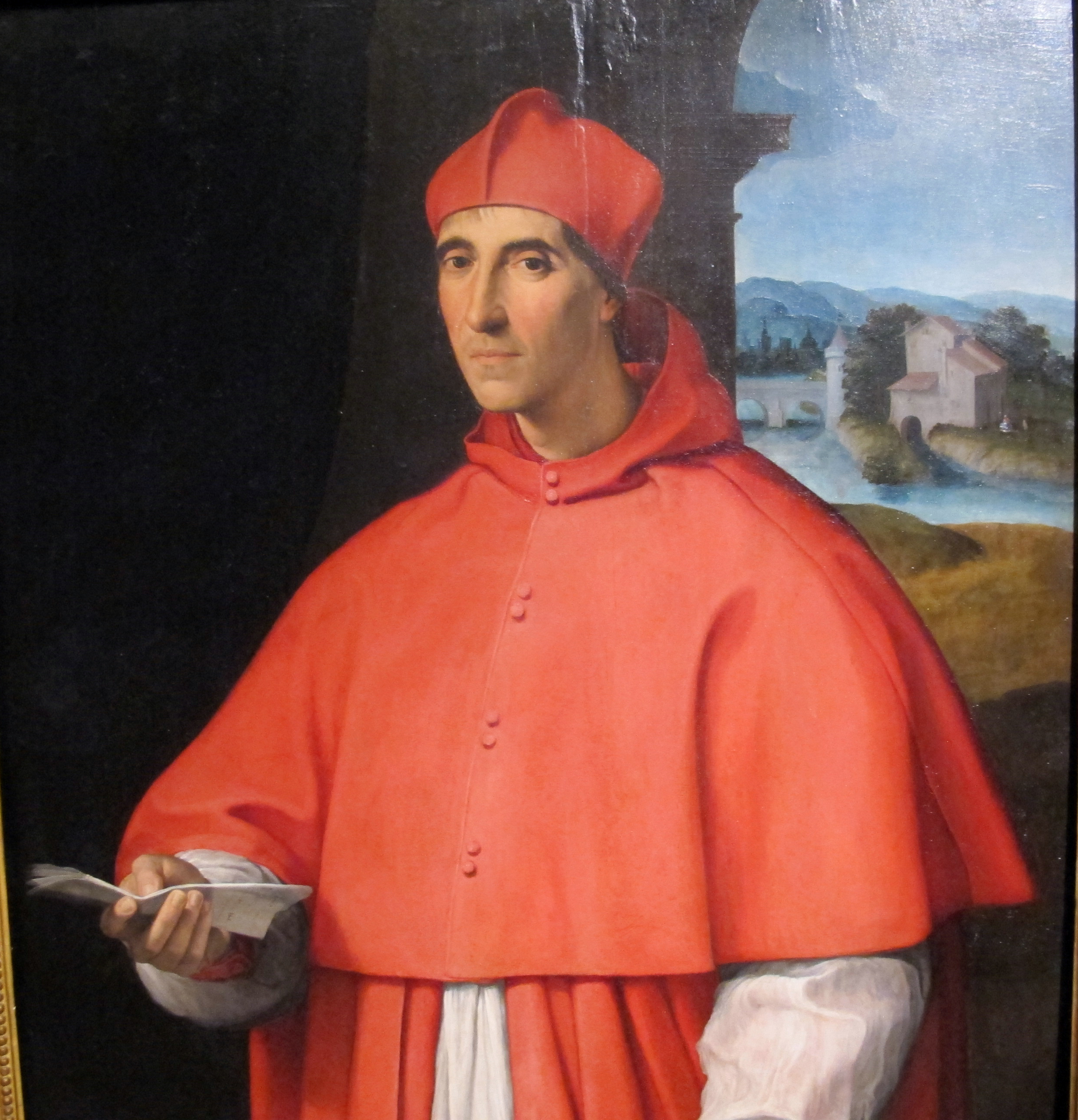
Dettaglio
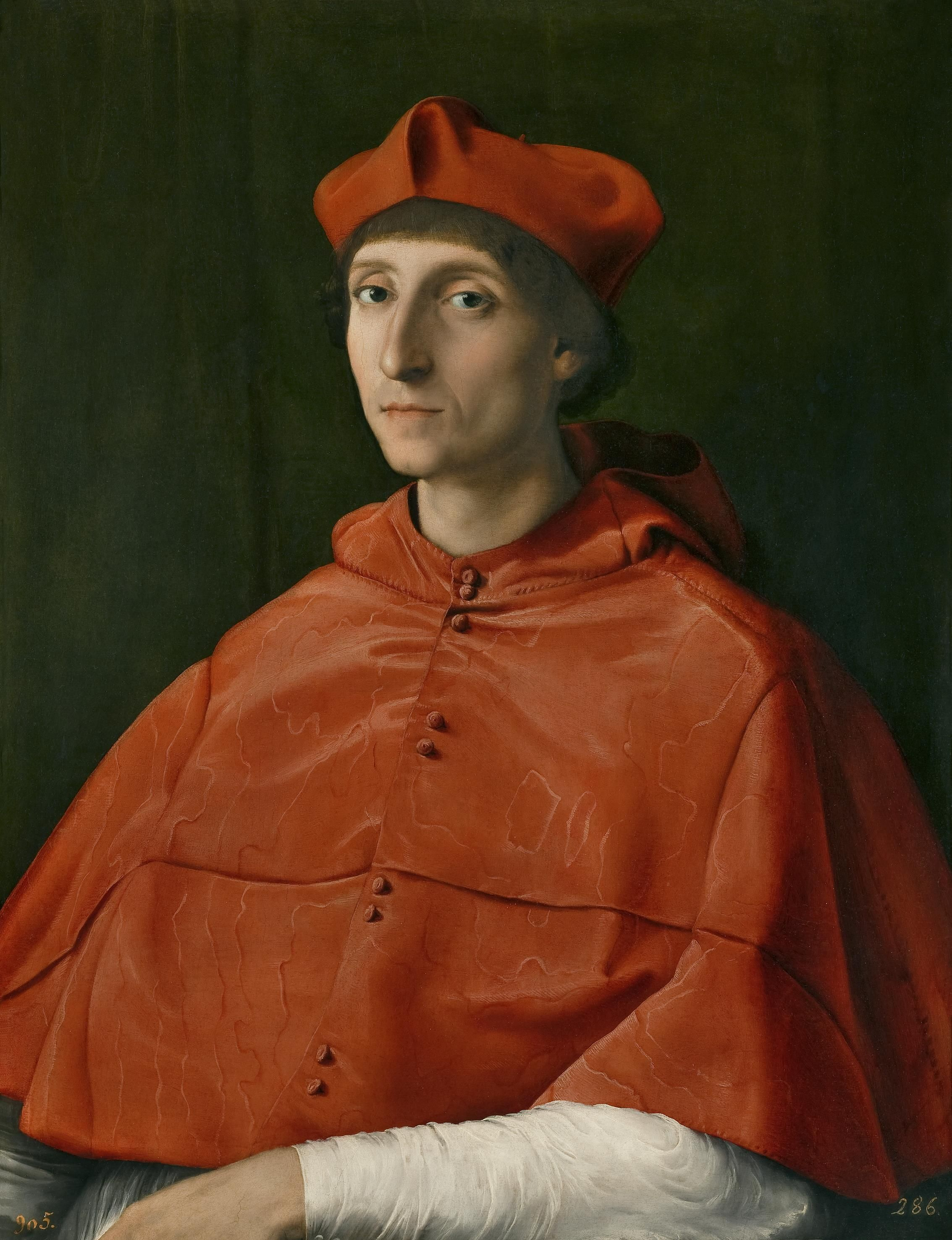
Ritratto di cardinale (1510 ca.) - Raffaello, Museo del Prado di Madrid
Madonna d'Alba (1511) - Raffaello, National Gallery of Art di Washington